# Ohromelost
Ohromelost, hromost ali plegija je popolna izguba občutkov ali zmožnosti krčenja mišic v posameznih organih ali po vsem telesu. Navadno je posledica bolezni ali poškodbe možganov, hrbtenjače ali živcev. Včasih pa se pojavi tudi zaradi bolezni mišičja. Kadar je izguba zmožnosti gibanja delna, govorimo o parezi (omrtvelosti).
Dostikrat ohromelost nastopi zaradi poškodbe hrbtenice. Čeprav hrbtenica normalno zadosti varuje hrbtenjačo, pa je pred hudo močnimi udarci (npr. v prometnih nesrečah ali vojni) ne more zavarovati in se poškoduje.
Vrste ohromelosti so različne, odvisno od tega katero mesto in v kakšnem obsegu prizadenejo.
Poznane so sledeče vrste ohromelosti:
- Paraliza, splošna ohromelost, ohromelost vsega telesa
- Monoplegija, ohromelost ene same okončine ali ene same skupine mišic
- Hemiplegija, ohromelost ene strani telesa (polovice telesa), navadno po možganski kapi
- Paraplegija, ohromelost simetričnih mišičnih skupin (obeh zgornjih ali spodnjih okončin, pogosto pri poškodbi hrtenjače)
- Diplegija, ohromelost skladno določenih delov na obeh straneh telesa (obojestranska ohromelost)
- Tetraplegija, popolna ohromelost vseh štirih okončin
- Obporodna ohromelost, ohromelost novorojenčka, posledica poškodbe živcev zaradi natega ali pritiska ob porodu
- Prehodna ohromelost porodnice, nastane zaradi pritiska otrokove glave na živce v medenici
- Ohromelost črevesa (atonija), pojavi se zlasti pri vnetju potrebušnice
- Ohromelost glasilk povzroča popolno hripavost, bolniki samo šepetajo, govore tiho in hrapavo
- Ohromelost obraznega živca povzroči, da se povesi lice
- Otroška ohromelost, otroška paraliza (akutni poliomelitis)